# اینیکتوس
اینیکتوس(نام علمی: Aenictus) نام یک سرده از تیره مورچه است.